# Interstate 465
Pour les articles homonymes, voir Route 465.
L'Interstate 465 (I-465), aussi connue sous le nom de USS Indianapolis Memorial Highway est une autoroute inter-États qui entoure la ville d'Indianapolis dans l'Indiana. Elle est rectangulaire et a une longueur d'environ 53 milles (85 km). Elle est située presque exclusivement à l'intérieur du comté de Marion, à l'exception de deux portions au nord qui traversent les comtés de Boone et de Hamilton.

## Description du tracé
Toutes les US Routes et les routes d'État qui anciennement circulaient par le centre d'Indianapolis sont maintenant dirigées vers l'I-465. Il n'y a que l'I-65 et l'I-70 qui passent par le centre de la ville. Les autoroutes et routes affectées sont :
- Future I-69, en sens anti-horaire entre la sortie 4 et la sortie 37 (sortie 200 de l'I-69 sud)
- I-74, en sens anti-horaire entre la sortie 16 et la sortie 49
- US 31, en sens anti-horaire entre la sortie 2 et la sortie 31
- US 36, en sens anti-horaire entre la sortie 13 et la sortie 42
- US 40, en sens anti-horaire entre la sortie 12 et la sortie 46
- US 52, en sens horaire entre la sortie 25 et la sortie 47
- US 421, en sens anti-horaire entre la sortie 49 et la sortie 27
- SR 37, en sens anti-horaire entre la sortie 4 et la sortie 37
- SR 67, en sens anti-horaire entre la sortie 8 et la sortie 42

La section entre les sorties 46 et 47 portera neuf routes lorsque le prolongement de l'I-69 sera complété. Il s'agira de l'I-465, I-69, US 31, US 36, US 40, US 52, US 421, SR 37 and SR 67. Dans la plupart des cas, les indications routières autres que celles de l'I-74 ne sont pas posées le long de l'I-465.

## Liste des sorties
| Interstate 465                                         |              |       |       |        |                                                                                                 | |
| Comté                                                  | Municipalité | mi    | km    | Sortie | Intersections / Destinations                                                                    | Notes |
| Marion                                                 | Indianapolis | 0,00  | 0,00  | 53     | I-65 – Indianapolis, Louisville                                                                 | |
| Marion                                                 | Indianapolis | 2,20  | 3,54  | 2      | US 31 sud (East Street) – Greenwood                                                             | Terminus sud du multiplex avec US 31; indiqué sortie 2A (nord) et 2B (sud) |
| Marion                                                 | Indianapolis | 4,30  | 6,92  | 4A     | SR 37 (en) sud (Harding Street) – Bloomington                                                   | Terminus sud du multiplex avec SR 37 |
| Marion                                                 | Indianapolis | 5,25  | 8,45  | 4B     | I-69 sud – Bloomington, Evansville                                                              | Terminus sud du futur multiplex avec I-69; sortie 164 de l'I-69 |
| Marion                                                 | Indianapolis | 7,33  | 11,80 | 7      | Mann Road                                                                                       | Sortie direction ouest, entrée direction est |
| Marion                                                 | Indianapolis | 8,51  | 13,70 | 8      | SR 67 (en) sud (Kentucky Avenue) – Vincennes                                                    | Terminus sud du multiplex avec SR 67; direction ouest devient direction nord; direction sud devient direction est                                                                           |
| Marion                                                 | Indianapolis | 9,32  | 15,00 | 9      | I-70 – Indianapolis, Terre Haute, Aéroport international d'Indianapolis, Plainfield,Saint-Louis | Indiqué sortie 9A (est) et 9B (ouest); sortie 73 de l'I-70 ouest, sortie 69 de l'I-70 est                                                                                                   |
| Marion                                                 | Indianapolis | 10,48 | 16,87 | 11     | Sam Jones Expressway                                                                            | |
| Marion                                                 | Indianapolis | 11,77 | 18,94 | 12     | US 40 ouest (Washington Street) – Terre Haute, Plainfield                                       | Terminus ouest du multiplex avec US 40 |
| Marion                                                 | Indianapolis | 12,91 | 20,78 | 13     | US 36 ouest (Rockville Road) – Avon, Danville, Rockville                                        | Terminus ouest du multiplex avec US 36 |
| Marion                                                 | Indianapolis | 13,95 | 22,45 | 14     | 10th Street                                                                                     | |
| Marion                                                 | Speedway     | 15,55 | 25,03 | 16     | I-74 ouest – Peoria US 136 ouest (Crawfordsville Road)                                          | Terminus ouest du multiplex avec I-74; indiqué sortie 16A (US 136) et 16B (I-74) |
| Marion                                                 | Indianapolis | 17,02 | 27,39 | 17     | 38th Street                                                                                     | |
| Marion                                                 | Indianapolis | 19,03 | 30,63 | 19     | 56th Street                                                                                     | Sortie direction nord, entrée direction sud |
| Marion                                                 | Indianapolis | 19,80 | 31,87 | 20     | I-65 – Indianapolis, Chicago                                                                    | Accès directionnel seulement (direction nord vers direction nord et direction sud vers direction sud); sortie 123 de l'I-65                                                                 |
| Marion                                                 | Indianapolis | 20,82 | 33,51 | 21     | 71st Street, 73rd Street                                                                        | Sortie vers 73rd Street en direction nord seulement |
| Marion                                                 | Indianapolis | 23,15 | 37,86 | 23     | 86th Street                                                                                     | |
| Boone                                                  | Zionsville   | 24,26 | 39,04 | 25     | I-865 ouest / US 52 ouest vers I-65 nord – Chicago                                              | Terminus ouest du multiplex avec US 52; terminus est de l'I-865; direction nord devient direction est, direction ouest devient direction sud                                                |
| Marion                                                 | Indianapolis | 26,42 | 42,52 | 27     | US 421 nord (Michigan Road) – Michigan City                                                     | Terminus nord du multiplex avec US 421 |
| Hamilton                                               | Carmel       | 30,27 | 48,71 | 31     | US 31 nord (East Street) – Westfield, Kokomo, South Bend Meridian Street sud                    | Terminus nord du multiplex avec US 31 |
| Marion                                                 | Indianapolis | 32,87 | 52,90 | 33     | Keystone Avenue                                                                                 | |
| Marion                                                 | Indianapolis | 34,94 | 56,23 | 35     | Allisonville Road                                                                               | |
| Marion                                                 | Indianapolis | 36,50 | 58,74 | 37     | I-69 nord / SR 37 (en) nord – Fort Wayne Binford Boulevard – Indianapolis                       | Terminus nord du multiplex avec I-69 / SR 37; indiqué sortie 37A (sud) et 37B (nord); sortie 200 de l'I-69 sud; direction est devient direction sud, direction nord devient direction ouest |
| Marion                                                 | Indianapolis | 38,83 | 62,49 | 40     | 56th Street / Shadeland Avenue                                                                  | Sortie direction nord, entrée direction sud pour Shadeland Avenue |
| Marion                                                 | Lawrence     | 41,05 | 66,06 | 42     | US 36 est / SR 67 (en) nord (Pendleton Pike) – Pendleton                                        | Terminus nord / est du multiplex avec US 36 / SR 67 |
| Marion                                                 | Indianapolis | 43,43 | 69,89 | 44     | I-70 – Indianapolis, Dayton                                                                     | Indiqué sortie 44A (est) et 44B (ouest); sortie 89 de l'I-70 est, sortie 90 de l'I-70 ouest                                                                                                 |
| Marion                                                 | Indianapolis | 45,27 | 72,86 | 46     | US 40 est (Washington Street) – Greenfield, Richmond                                            | Terminus est du multiplex avec US 40 |
| Marion                                                 | Indianapolis | 46,81 | 75,33 | 47     | US 52 est (Brookville Road) – Rushville, Brookville                                             | Terminus est du multiplex avec US 52 |
| Marion                                                 | Indianapolis | 47,27 | 76,07 | 48     | Shadeland Avenue                                                                                | Sortie direction nord, entrée direction sud |
| Marion                                                 | Indianapolis | 48,33 | 77,78 | 49     | I-74 est / US 421 sud – Cincinnati Southeastern Avenue                                          | Terminus est / sud du multiplex avec I-74 / US 421; direction sud devient direction ouest, direction est devient direction nord                                                             |
| Marion                                                 | Beech Grove  | 51,40 | 82,72 | 52     | Emerson Avenue                                                                                  | |
| Marion                                                 | Indianapolis | 52,79 | 84,96 | 53     | I-65 – Indianapolis, Louisville                                                                 | Indiqué sortie 53A (nord) et 53B (sud); sortie 106 de l'I-65 |
| - Terminus de multiplex - Accès incomplet - Non-ouvert |              |       |       |        |                                                                                                 | |